# Piense y hágase rico
Piense y hágase rico (originalmente en inglés Think and Grow Rich) es un libro del escritor estadounidense Napoleón Hill. Se conoce como el método más famoso y efectivo para hacer dinero ya que con más de diez millones de copias vendidas, ha tenido más éxito que cualquier otra obra de su género.[cita requerida] Para escribirlo, Napoleón Hill entrevistó a las 500 familias más ricas de los Estados Unidos, quienes le revelaron al autor el origen de su fortuna.
Publicado en 1937, unos meses después del influyente libro de Dale Carnegie, Cómo ganar amigos e influir sobre las personas, se le considera el inicio del género de la literatura de superación personal, más conocido en la actualidad como  autoayuda. La lectura del libro de Hill no está exenta de polémica. Mientras que muchas personas lo consideran un libro inspirador, capaz de transformar su visión de la vida y los negocios, otras critican el  sesgo de algunos de sus pasajes al confundir correlación con causalidad.

## Estados Unidos: el país de las oportunidades para acumular dinero
Hill nos dice exactamente dónde y cómo se pueden encontrar oportunidades de acumular riquezas:

Ahora que hemos analizado los principios en virtud de los cuales se puede acumular riqueza, nos preguntamos naturalmente, dónde puede uno encontrar oportunidades favorables para aplicarlos. Pues bien, hagamos un inventario para ver qué ofrece Estados Unidos a la persona que busca riqueza, en pequeña o gran escala.

Recordemos, para empezar, que todos los estadounidenses vivimos en un país donde todo ciudadano respetuoso de la ley goza de una libertad de pensamiento y de acción sin parangón en ninguna parte del mundo (...)

Aquí tenemos libertad de pensamiento, libertad en la elección y disfrute de la educación, libertad religiosa y política, libertad en la elección de actividades comerciales, profesionales u ocupacionales, libertad de acumular y poseer sin restricciones todas las propiedades que podamos acumular, libertad de escoger nuestro lugar de residencia, libertad de contraer matrimonio, libertad de igualdad de oportunidades para todas las razas, libertad de viajar de un estado a otro, libertad en la elección de nuestros alimentos y libertad de aspirar a cualquier situación vital para la cual nos hayamos preparado, incluso a la presidencia de los Estados Unidos.
—Napoleón Hill: Piense y hágase rico para un nuevo mundo lleno de riquezas sin fin  100% garantizado (páginas 165-166)

## La falta de capital como causa del fracaso
Durante los cincuenta años de construcción de su filosofía del éxito, Hill analizó a 25.000 hombres y mujeres y catalogó al 98 % de estas personas como "fracasados". Su análisis demostró que hay 13 principios o pasos hacia la riqueza  merced de los cuales la gente acumula fortunas y  31 razones fundamentales para el fracaso entre las cuales se destaca la falta de capital:

Falta de capital: Ésta es una causa común de fracaso entre aquellos que inician un negocio por primera vez sin suficiente reserva de capital para absorber el impacto de sus errores y, por consiguiente, hacerles seguir adelante hasta que hayan afianzado una reputación.
—Napoleón Hill: Piense y hágase rico (página 160)

## Elogio del capitalismo
Napoleón Hill expone que el propósito del libro —un propósito al que se consagró más de medio siglo— es presentar, a todos aquellos que deseen conocerla, la más confiable de las ideologías merced a la cual la gente pueda acumular riquezas en la cantidad que le apetezca. Así, en el capítulo 7, La planificación organizada, en la sección «El "milagro" que ha proporcionado estas bendiciones» expone la tesis según la cual los capitalistas son el cerebro de la civilización ya que ellos proveen la totalidad del material en que la educación, el avance y el progreso humano consisten.
Hill analiza las ventajas económicas del sistema capitalista con el doble propósito de demostrar:
- Que todos aquellos que buscan riquezas deben reconocer y adaptarse al sistema que controla todo acercamiento a las riquezas grandes o pequeñas.
- Presentar la visión del cuadro opuesta a aquella que muestran políticos y demagogos que oscurecen deliberadamente los problemas que plantean al referirse al capital organizado cual si fuese algo venenoso.

## La gran lección de la Declaración de Independencia de los Estados Unidos
En el capítulo sobre la decisión, Hill extrae la gran lección de logro personal de la Declaración de Independencia de los Estados Unidos. Para Hill, es una tragedia el que nunca nadie haya osado referirse a ese poder idéntico al que debe utilizarse por cada individuo que vence las dificultades de la vida y obliga a ésta a pagar el precio que se le exige:

Pero la mayor decisión de todos los tiempos, en lo que a cualquier ciudadano estadounidense concierne, se tomó en Filadelfia el 4 de julio de 1776, cuando cincuenta y seis hombres estamparon sus firmas en un documento que bien sabían aportaría la libertad a todos los estadounidenses, o dejaría a cada uno de los cincuenta y seis colgando de un patíbulo.
—Napoleón Hill: Piense y hágase rico (páginas 165-166)

Representa casi una tragedia que los historiadores hayan pasado por alto el hacer la más mínima referencia al poder irresistible que dio nacimiento y libertad a la nación destinada a establecer nuevos estándares de independencia para todos los pueblos de la Tierra.
—Napoleón Hill: Piense y hágase rico (pág. 182)

Hill exalta a los héroes de su patria mostrando cómo la decisión surgida en la mente de dos hombres (John Hancock y Samuel Adams) fue el principio de la libertad que todos disfrutan ahora en Estados Unidos:

Tomaron la palabra y hablaron con valentía, declarando que debían organizar un movimiento para expulsar de Boston a todos los soldados británicos.
Samuel Adams fue elegido para visitar al gobernador de la provincia, Hutchinson, con objeto de exigirle la retirada de las tropas británicas. La petición fue aceptada: los soldados se retiraron de Boston pero el incidente no quedó zanjado por ello. Había provocado una situación cuyo desenlace estaría destinado a cambiar el rumbo de toda la civilización (...)

Fue el principio de la organización del amplio poder destinado a darnos la libertad a usted y a mí
—Napoleón Hill: Piense y hágase rico (páginas 183-184)

### La decisión más trascendental jamás escrita sobre papel
El autor prosigue relatando los acontecimientos que desembocaron en la apertura del Primer Congreso Continental y las asombrosas mociones de Richard Henry Lee:

Finalmente, después de días de discusiones, volvió a ocupar el estrado de oradores y declaró, con una voz clara y firme: «Señor presidente, hace días que llevamos discutiendo este tema. Es el único recurso de acción que podemos seguir. ¿Por qué entonces, señor, retrasarlo más? ¿Por qué continuar deliberando? Que este día feliz dé nacimiento a una República Americana. Que se levante, no para devastar y conquistar, sino para restablecer el reino de la paz y de la ley».
—Napoleón Hill: Piense y hágase rico (pág. 189)

Para Hill, la decisión fue lo que aseguró el éxito a los ejércitos de George Washington porque el espíritu de esa decisión estaba en el espíritu de cada uno de los soldados que lucharon con él:

Analice los acontecimientos que condujeron a la Declaración de la Independencia, y convénzase de que esta nación, que ahora ostenta una posición de respeto dominante y poder entre todas las naciones del mundo, nació de una decisión creada por una mente maestra de cincuenta y seis hombres.
—Napoleón Hill: Piense y hágase rico (pág. 190)

El autor concluye el relato observando también que el poder que dio la libertad a Estados Unidos es el mismo poder que todo individuo ha tenido que utilizar para alcanzar su autodeterminación.

### Pasos hacia la riqueza detectados en la historia de la Independencia de los Estados Unidos (según Hill)
- Deseo
- Decisión
- Fe
- Perseverancia
- Mente maestra (trabajo en equipo)
- Planificación organizada
- Liderazgo

## La transmutación sexual
Para Napoleón Hill, la transmutación sexual es fácil y sencilla de explicar: significa el cambio de la mente desde pensamientos de expresión física, a pensamientos de alguna otra naturaleza.

### La emoción del sexo: la «fuerza irresistible»
Cuando se ven impulsados por esta emoción, los hombres se hallan dotados de un superpoder para la acción. Por eso, la transmutación sexual contiene el secreto de la habilidad creativa.

### Fuerza de voluntad en la transmutación de la energía sexual
La transmutación de la energía sexual exige el ejercicio de la fuerza de voluntad, pero vale la pena hacer el esfuerzo a cambio de la recompensa.
Si no se transforma la emoción del sexo en algún otro esfuerzo creativo, encontrará una vía de salida mucho menos valiosa.

### Relación entre el amor, el sexo y el romanticismo
Si una esposa permite que su  marido pierda interés por ella, y se sienta más interesado por otras mujeres, suele ocurrir debido a la ignorancia de ella, o a su indiferecia con respecto a los temas del sexo, el amor y el romanticismo.
Esta afirmación presupone, desde luego, la existencia previa de un amor verdadero entre un hombre y una mujer. Los hechos son igualmente aplicables a un hombre que permita que el interés de su esposa por él muera.

## Los seis temores básicos
En el capítulo 15, Los seis fantasmas del temor, Hill expone que hay seis miedos básicos y que estos temores no son más que estados de la mente. Ellos son:
- Temor a la pérdida del amor
- Temor a la pobreza
- Temor a la crítica
- Temor a la enfermedad
- Temor a la vejez
- Temor a la muerte

### El temor a la pérdida del amor

#### Naturaleza polígama del varón
El autor sostiene que la fuente original del temor inherente a la pérdida del amor surgió del hábito del hombre polígamo de robarle la compañera a su semejante, o de tomarse libertades con ella cada vez que podía:
Los celos y  otras formas similares de neurosis surgen del temor heredado del hombre a la pérdida del amor de alguien. Este temor es el más doloroso de los seis temores básicos. Tal vez causa más daño al cuerpo y a la mente que cualquiera de los otros temores básicos.
Es probable que el temor a la pérdida del amor se remonte a la Edad de Piedra, cuando los hombres robaban a la mujer por la fuerza bruta.
Ahora continúan robándoselas, pero su técnica ha cambiado. En lugar de fuerza, utilizan la persuasión, la promesa de vestidos bonitos, de coches estupendos y de otros «señuelos» mucho más efectivos de la fuerza física. Los hábitos del hombre son los mismos que eran en los albores de la civilización, pero ahora los expresa de formas muy diferentes.
Un cuidadoso análisis ha demostrado que las mujeres son mucho más susceptible a ese temor que los hombres. Este hecho se explica con facilidad. La experiencia ha enseñado a las mujeres que los hombres son polígamos por naturaleza, y que no se debe confiar en ellos cuando se encuentran en manos rivales. (pág. 305)

## José Manuel Pomares: el «traduttore traditore»
La traducción que José Manuel Pomares hizo para Editorial Grijalbo contiene erratas de traducción, algunas de ellas claramente con falseamiento o distorsionantes y parodiantes del mensaje original:
| Versión de Pomares | Versión original |
| --- | --- |
| Sólo hay un método seguro de acumular riquezas y de aferrarse a ellas, y ese método es prestar servicios útiles y seguir creando necesidades ficticias. | There is but one dependable method of accumulating, and legally holding riches, and that is by rendering useful service\|\|.                       |
| El ciudadano medio yanqui dispone de otros privilegios y ventajas a cambio de un modesto esfuerzo que no excede las ocho horas de trabajo diarias.      | The average American citizen has other privileges and advantages available in return for modest effort, not exceeding eight hours per day of labor |

## Ediciones dePiense y hágase rico
Hasta hoy el libro ha sido publicado en decenas de lenguas. Entre sus múltiples ediciones cabe destacar las siguientes:

### Think and grow rich(en inglés)
La edición original del libro apareció publicada en Nueva York en 1937 por la casa editorial Random House.

### Denke nach und werde reich
La edición alemana apareció en Múnich en 1966. Traductor: Wolfgang Maier

### Réflechissez et devenez riche
La edición francesa, publicada en Montreal, Canadá por Éditions de l'Homme es una traducción de Thérèse Gindraux.

### Pensa e arrichisci te stesso
Gribaudi Editori publicó en italiano la edición resumida de Earl Nightingale de Piense y hágase rico con el correspondiente casete que incluye palabras del propio Napoleón Hill al final. La misma editorial también publicó una versión completa de 200 páginas con traducción de Daniele Ballarini.

### Думай и богатей
La editorial Pupurrí (Попурри) publicó en 2006 una edición rusa del libro (de 384 páginas) con un tiraje de 11 000 ejemplares. En la carátula aparece la imagen de un magnate con corbatín.

### 思考致富聖經
En 2001 la editorial Ola mundial (陳麗芳) publicó la traducción china de Li-Fang Chen (陳麗芳) de Piense y hágase rico. En la portada se aprecia un detalle del cuadro Ángeles del pintor renacentista Rafael.